# Kościół Świętego Jerzego w Janowie
Kościół pw. Świętego Jerzego w Janowie – rzymskokatolicki kościół parafialny mieszczący się w dawnym mieście, obecnie wsi Janów, w województwie podlaskim. Należy do dekanatu Korycin archidiecezji białostockiej.

## Historia
W 1897 roku proboszcz janowski, ksiądz Ryszard Knobelsdorf, rozpoczął z parafianami starania u władz carskich o pozwolenie na budowę świątyni murowanej. Chociaż w 1898 roku otrzymano zgodę na rozpoczęcie prac budowlanych, to budowa rozpoczęła się dopiero w 1899 roku. W tym czasie został skazany przez władze carskie na wygnanie do Pskowa wspomniany wyżej ksiądz Knobelsdorf i pracami kierował odtąd nowy proboszcz, ksiądz Izydor Cybulski. 

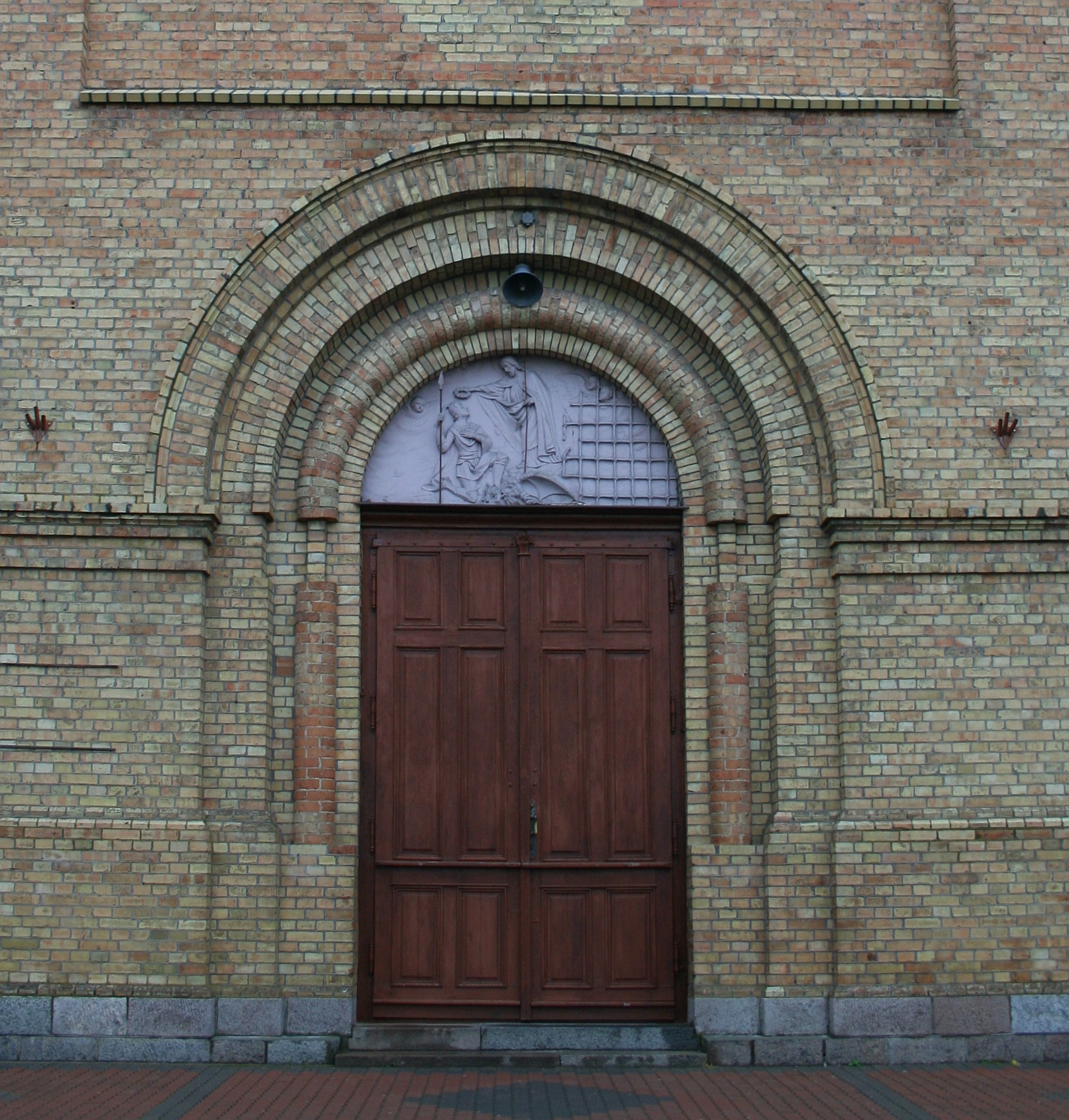
Wejście do świątyni

Projekt świątyni zdaniem księdza Stanisława Szyrokiego został wykonany przez Józefa Piusa Dziekońskiego, ale ten pogląd budzi wątpliwości. Prace budowlane nadzorował grodzieński architekt Wacław Chrościcki. Stan surowy razem z pokryciem dachu ukończono w 1902 roku. W dniu 28 listopada 1904 roku świątynia została poświęcona przez administratora diecezji wileńskiej księdza Wiktora Frąckiewicza, natomiast w dniu 14 września 1905 roku odbyła się konsekracja kościoła przez biskupa Edwarda von Roppa. 
Podczas I wojny światowej budowla została uszkodzona przez działania wojenne, natomiast w 1944 roku ksiądz Edward Szapel, proboszcz janowski, uratował budowlę przed zniszczeniem przez hitlerowców. Po II wojnie światowej świątynia była kilkakrotnie remontowana i restaurowana. Warto wspomnieć o wykonaniu we wnętrzu kościoła w latach 1967-1973 przez toruńskiego profesora Leonarda Torwirta części dekoracji techniką sgraffito i al fresco. Po jego tragicznej śmierci w wypadku samochodowym pozostała część prac została wykonana przez krakowskich artystów w konsultacji z krakowskim profesorem Wiktorem Zinem.